# حملة الهند الشرقية الهولندية
كانت حملة الهند الشرقية الهولندية في فترة 1941-1942م هي احتلال القوات اليابانية لجزر الهند الشرقية الهولندية (إندونيسيا) في الأيام الأولى من حرب المحيط الهادئ في الحرب العالمية الثانية. وقد حاولت قوات الحلفاء للدفاع عن الجزر دون جدوى. اوقد ستهدف اليابانيون الموارد النفطية الغنية الأندونيسية التي من شأنها أن تصبح رصيداً حيوياً أثناء الحرب. وكانت الحملة والثلاث سنوات ونصف التي أعقبتها من الاحتلال الياباني عاملاً رئيسياً في نهاية الحكم الاستعماري الهولندي لإندونيسيا.

## خلفية تاريخية
مثلت منطقة جزر الهند الشرقية أحد الأهداف الأساسية لليابان في حال اندلاع حرب، ذلك لأن هذه المستعمرة امتلكت فائضًا من الموارد القيمة أهمها مزارع المطاط وحقول النفط؛ إذ كانت المستعمرة رابع أكبر مصدري النفط في العالم بعد الولايات المتحدة وإيران ورومانيا. أعطى النفط هذه الجزر أهمية منقطعة النظير بالنسبة إلى اليابانيين، لذلك حاولوا احتكار الوارد النفطي لأنفسهم. أرسلوا أربع حاملات طائرات ثقيلة (مرافقة للأسطول) وحاملة طائرات خفيفة بالإضافة إلى أربع بوارج سريعة من طراز كونغو وثلاثة عشر طرادًا ثقيلًا والعديد من الطرادات الخفيفة والمدمرات لدعم هجومهم البرمائي إلى جانب شن غارات على المدن والوحدات البحرية والنقل البحري في تلك المنطقة وحول المحيط الهندي.
كان تأمين الوصول إلى النفط أحد المرتكزات الأساسية للجهود الحربية الصينية، إذ لم تملك اليابان حقول نفط محلية، حتى إن الإنتاج المحلي من النفط لم يكن يكفي لتلبية 10% من احتياجات البلاد على الرغم من استخراج الصخر الزيتي من منشوريا بطريقة فوشون. فقدت اليابان فجأة 93% من وارداتها النفطية بعد إصدار الرئيس الأمريكي فرانكلين دي. روزفلت مرسومًا بتاريخ السادس والعشرين من يوليو عام 1941 يقضي بتجميد كافة الأصول اليابانية في الولايات المتحدة ومنع تصدير النفط إلى اليابان. إضافة إلى ذلك، قررت حكومة المنفى الهولندية تحت إصرار الحلفاء ودعم الملكة فيلهلمينا فسخ الاتفاقية الاقتصادية مع اليابان والانضمام للمقاطعة في أغسطس. كان المخزون الاحتياطي الياباني العسكري والاقتصادي يكفي لمدة عام ونصف فقط. بما أن إعلان الولايات المتحدة الحرب على اليابان كان أمرًا متوقعًا في حال احتلال اليابانيين جزر الهند الشرقية، خطط اليابانيون للتخلص من أسطول الولايات المتحدة في المحيط الهادئ ليتمكنوا من السيطرة على الجزر؛ أدى هذا إلى الهجوم على بيرل هاربر.

## إعلان الحرب
في أواخر نوفمبر، بدأت الحكومة الهندية في الهند الشرقية تحت قيادة الحكومة الهولندية في المنفى (والتي كانت في حالة حرب ضد ألمانيا حليفة الإمبراطورية اليابانية في أوروبا) بالتحضير للحرب ضد اليابان نفسها؛ أُرسلت سفن تابعة للبحرية الملكية الهولندية إلى البحر وتحرك سلاح القوى الجوية الملكي للهند الشرقية الهولندية. في الرابع من ديسمبر وبعد ثلاثة أيام من تقرير سياسة الحرب ضد أمريكا واليابان وهولندا، قررت الحكومة اليابانية بدلًا من ذلك «معاملة هولندا كعدو شكلي إلى حين حدوث اعتداءات حقيقية». أمل اليابانيون من خلال هذا التصرف بألا يدمر الهولنديون المنشآت النفطية كإجراء احترازي قبل أن يكون اليابانيون مستعدين لاحتلالها.
في الثامن من ديسمبر عام 1941 وفي خطاب علني، أعلنت هولندا الحرب على اليابان. بحلول السابعة من صباح يوم الهجوم، كانت حكومة الهند الشرقية قد حذرت التجار في البحر وأخبرتهم بالتحرك إلى أقرب مرفأ. في هذه الساعة، أعلن الحاكم العام في بيان أذيع على الراديو أن هولندا «تقبل التحدي وتحمل السلاح ضد الإمبراطورية اليابانية». كانت التعليمات قد أُرسلت في برقية إلى السفارة في طوكيو عند الساعة 2:30 صباحًا، حتى قبل وصول أخبار الهجوم الياباني على بيرل هاربر إلى الحكومة الهولندية في لندن عند الرابعة صباحًا. لم تصل التعليمات إلى السفارة حتى مساء اليوم التالي، وأخيرًا سلم السفير الهولندي جي. سي. بابست وزير الخارجية الصيني شيجنوري توغو إعلان الحرب في صبيحة العاشر من ديسمبر. وافق السفير الروسي على تدبير الشؤون الهولندية خلال فترة الحرب.
لم يؤثر الإعلان الهولندي للحرب على قرار اليابان، ولم يأت الإعلان الياباني للحرب حتى الحادي عشر من يناير عام 1942. عند محاكمة اليابان بشن «حرب عدوانية» أمام المحكمة العسكرية الدولية للشرق الأقصى بعد انتهاء الحرب عام 1946، وضع المدافعون حجة مفادها أن موقف اليابان حيال هولندا يثبت العكس، لأن الهولنديين أعلنوا الحرب أولًا. رفضت المحكمة العسكرية هذه الحجة، وذلك بناء على أن النية الوحيدة لليابان كانت «إعطاء وقت أقل لهولندا من أجل تدمير آبار النفط». وجدت المحكمة أن إعلان هولندا للحرب كان بدافع الدفاع عن النفس.

## تبعات الحملة
لم تحاول قوات الحلفاء استعادة جزر جاوا أو سومطرة أو تيمور أو بالي خلال الحرب. استسلمت القوات اليابانية على هذه الجزر مع انتهاء الحرب العالمية الثانية. أُعيد معظم الأفراد العسكريين والمسؤولين الاستعماريين اليابانيين إلى اليابان في العام التالي، ما عدا عدة مئات اعتُقلوا للتحقيق في جرائم الحرب، الذين مثل عدد منهم أمام المحكمة بسببها. فر نحو 1,000 جندي ياباني من وحداتهم العسكرية وانخرطوا في المجتمعات المحلية. قدم العديد من هؤلاء الجنود الفارين مساعدتهم للقوات الجمهورية الإندونيسية خلال الثورة الوطنية الإندونيسية.